# 非洲琵鷺

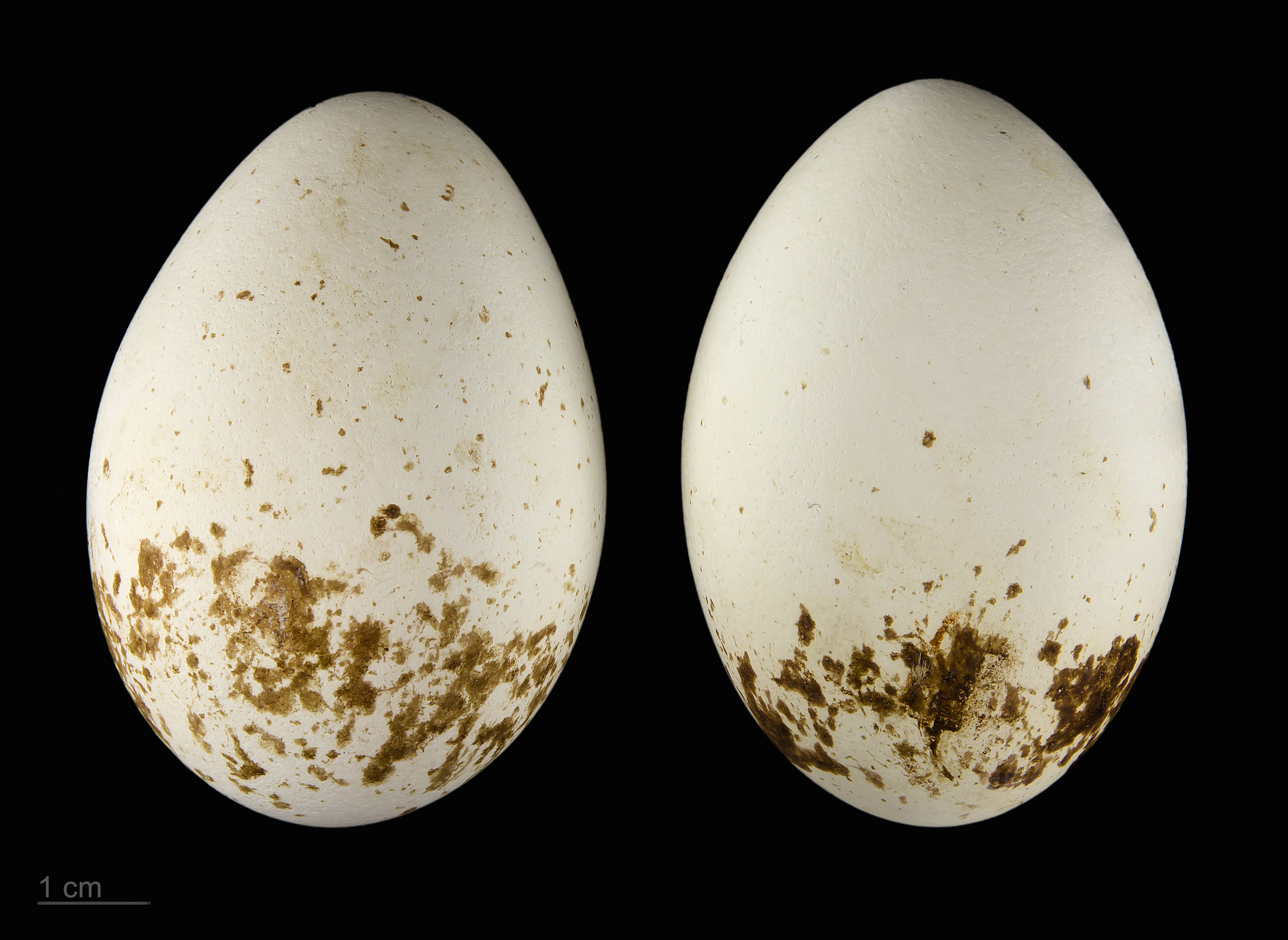
卵 Platalea alba

非洲琵鷺（學名：Platalea alba）是䴉科琵鹭属一種琵鷺。其种加词“alba”意为“白色的”。牠們廣泛分佈在非洲及馬達加斯加。
非洲琵鷺棲息在沼澤濕地，並會在樹上或蘆葦床墊築巢。牠們一般都不會與鸛科或鷺科分享棲息地。牠們一般都會生2-4隻蛋。
非洲琵鷺很易辨認。繁殖期是全身白色，腳及面部都是紅色的，喙長而呈灰色，沒有冠。未成熟的幼鳥面部不是紅色的，喙呈黃色。牠們飛行時頸部向外伸出。
非洲琵鷺主要吃多種的魚類、軟體動物及兩棲類。
非洲琵鷺被列在《非洲-歐亞大陸遷徙水鳥保護協定》之下。